# Technische Universiteit Darmstadt
De Technische Universiteit Darmstadt (TU Darmstadt) (Duits: Technische Universität Darmstadt) is een technische universiteit in de Duitse deelstaat Hessen.
TU Darmstadt is met circa 26.000 studenten en 4.500 personeelsleden waaronder 300 professoren bij de grotere universiteiten van Hessen. Drie universiteiten hebben een groter studentenaantal: de Johann Wolfgang Goethe-Universität Frankfurt am Main, de Philipps-Universität Marburg en de Justus-Liebig-Universität Gießen. De universiteit heeft vijf campussen in Darmstadt en omgeving: Stadtmitte, Lichtwiese, Botanischer Garten, Hochschulstadion en Windkanal (in Griesheim).
De Technische Universität Darmstadt werd opgericht op 10 oktober 1877 toen Lodewijk IV van Hessen-Darmstadt de polytechnische school van de stad verhief tot Technische Hochschule zu Darmstadt. Vanaf 1899 mocht men aan de instelling een wetenschappelijke promotie afleggen. Op 1 oktober 1997 werd om de universiteitsstatus te benadrukken de naam gewijzigd in Technische Universität (TU Darmstadt).
De Technische Universiteit Darmstadt richtte in 1882 's werelds eerste leerstoel elektrotechniek op. In 1883 volgde 's werelds eerste faculteit voor elektrotechniek en daarmee de introductie van 's werelds eerste opleiding in elektrotechniek. Afgestudeerden en medewerkers van de TU Darmstadt hebben informatica, bedrijfsinformatica en kunstmatige intelligentie als wetenschappelijk gebied in Duitsland aanzienlijk gevestigd. Het begin van de informatica als wetenschappelijke discipline in Duitsland gaat terug naar het Institute of Practical Mathematics aan de TH Darmstadt. In 1975 introduceerde de TH Darmstadt de eerste graad in Business Informatics in Duitsland.
Sinds ca. 2015 is de Technische Universität Darmstadt een van de universiteiten in Duitsland met de meeste topmanagers in de Duitse economie. De universiteit stond in 2019 in de top 3.
TU Darmstadt heeft strategische allianties met Merck, Continental, Bosch, Siemens en Deutsche Bahn.
De universiteit is opgenomen in de samenwerkingsverbanden TU9, TIME, CESAER en CLUSTER.